# Krystian Piwowarski
Krystian Piwowarski (ur. 1956) – polski prozaik i dramaturg, dziennikarz.

## Życiorys
Ukończył studia na kierunku filologia polska na Uniwersytecie Śląskim. Do 1987 pracował jako nauczyciel języka polskiego. Następnie zamieszkał w Częstochowie, gdzie wykonywał wiele zawodów (m.in. urzędnik, robotnik mostowy, ochroniarz, sprzedawca, portier, kasjer), a także zajął się dziennikarstwem. Był felietonistą gazety „Dziennik Częstochowski 24 Godziny”, reporterem lokalnych dodatków „Gazety Woborczej” dla Częstochowy i Myszkowa, redaktorem naczelnym częstochowskiego dwumiesięcznika kulturalnego „Aleje 3”. Następnie został pracownikiem Muzeum Częstochowskiego. 
Utwory literackie publikuje od 1988. Członek krakowskiego oddziału Stowarzyszenia Pisarzy Polskich.

## Twórczość
- 1988:Londyńczyk (powieść)
- 1989: Marlowe, Mann i Superman (powieść)
- 1989: Portret trumienny (opowiadania)
- 1991: Kochankowie Roku Tygrysa (powieść)
- 1994: Paryżanin (powieść)
- 2002: Homo Polonicus (powieść)
- 2008: Klaun (powieść)
- 2012: Więcej gazu, Kameraden! (opowiadania)